# Jesús Maicas
Jesús Ibáñez Maicas (16 de marzo de 1960 en Teruel, España) fue un jugador de fútbol. Formó parte del Levante U.D. y de la selección Valenciana (en la que fue capitán) por sus rápidos cruces con robo de balón y salida a la contra. Jugó para la posición de defensa central. Además, fue uno de los que coincidió con Johan Cruyff en su estancia en el Levante U.D.

## Trayectoria deportiva
Comenzó su formación en La U.D. Vall de Uxó, a los 17 años fichó por el filial del Levante U.D. donde más tarde debutó con el primer equipo. Posteriormente firmó contratos con equipos importantes de la Comunidad Valenciana como el Segorbe o el Onda entre otros.
- Datos: Q20994150